# Rothenstein
Rothenstein ist eine Gemeinde im Süden des thüringischen Saale-Holzland-Kreises und Teil der Verwaltungsgemeinschaft Südliches Saaletal.

## Geografie
Rothenstein liegt südlich von Jena am westlichen Ufer der Saale, der Ortsteil Oelknitz am östlichen Ufer. Während die örtlichen Felsen einst die befestigte Fernhandelsroute zwischen Nürnberg und Leipzig über zwei Furten zwangen, führt die heutige Bundesstraße 88 ohne Flussquerung durch das Nadelöhr zwischen Steilhang und Fluss. Die B 88 wird seit dem 25. August 2022 über eine neue Umgehungsstraße sowie einen Tunnel geführt. Direkt der Rothensteiner Hauptstraße verlaufen die Bahnstrecke Großheringen–Saalfeld und der Fluss.

## Geschichte

### Ur- und Frühgeschichte
Durch archäologische Grabungen am Sandberg (Helenenberg) bei Oelknitz, die eine Station der Wildpferdjäger der jüngeren Altsteinzeit (Magdalénien) freilegten (Museum für Ur- und Frühgeschichte Thüringens Weimar, Germanisches Museum der Universität Jena), sowie durch Funde am Kuhberg (Felsen) bei Rothenstein konnte eine Besiedlung dieses Abschnittes des mittleren Saaletales vor 12.000 Jahren nachgewiesen werden. Bemerkenswert sind die dabei gefundenen Frauen-Statuetten.
Nach dem Untergang des Thüringerreiches 531 drangen vermutlich im 8. Jahrhundert slawische Bevölkerungsgruppen in diese Gegend vor und siedelten sich unter anderem beiderseits der Saale in der heutigen Gemarkung von Rothenstein und Oelknitz an. Sie werden später zu der Großgruppe der Sorben gezählt. Gleichzeitig ist im 8. und 9. Jahrhundert auch eine fränkische Besiedlung anzunehmen.

### Mittelalter

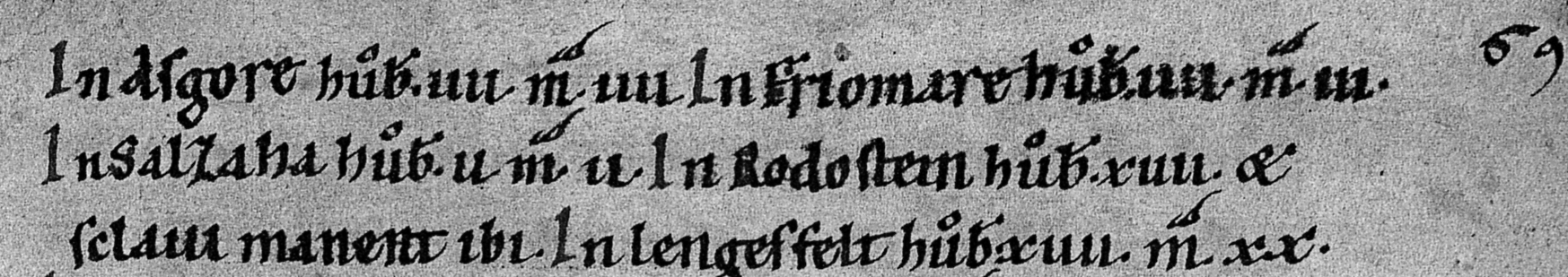
Ausschnitt aus dem Breviarium Sancti Lulli mit der Ersterwähnung von „Rodostein“ 786

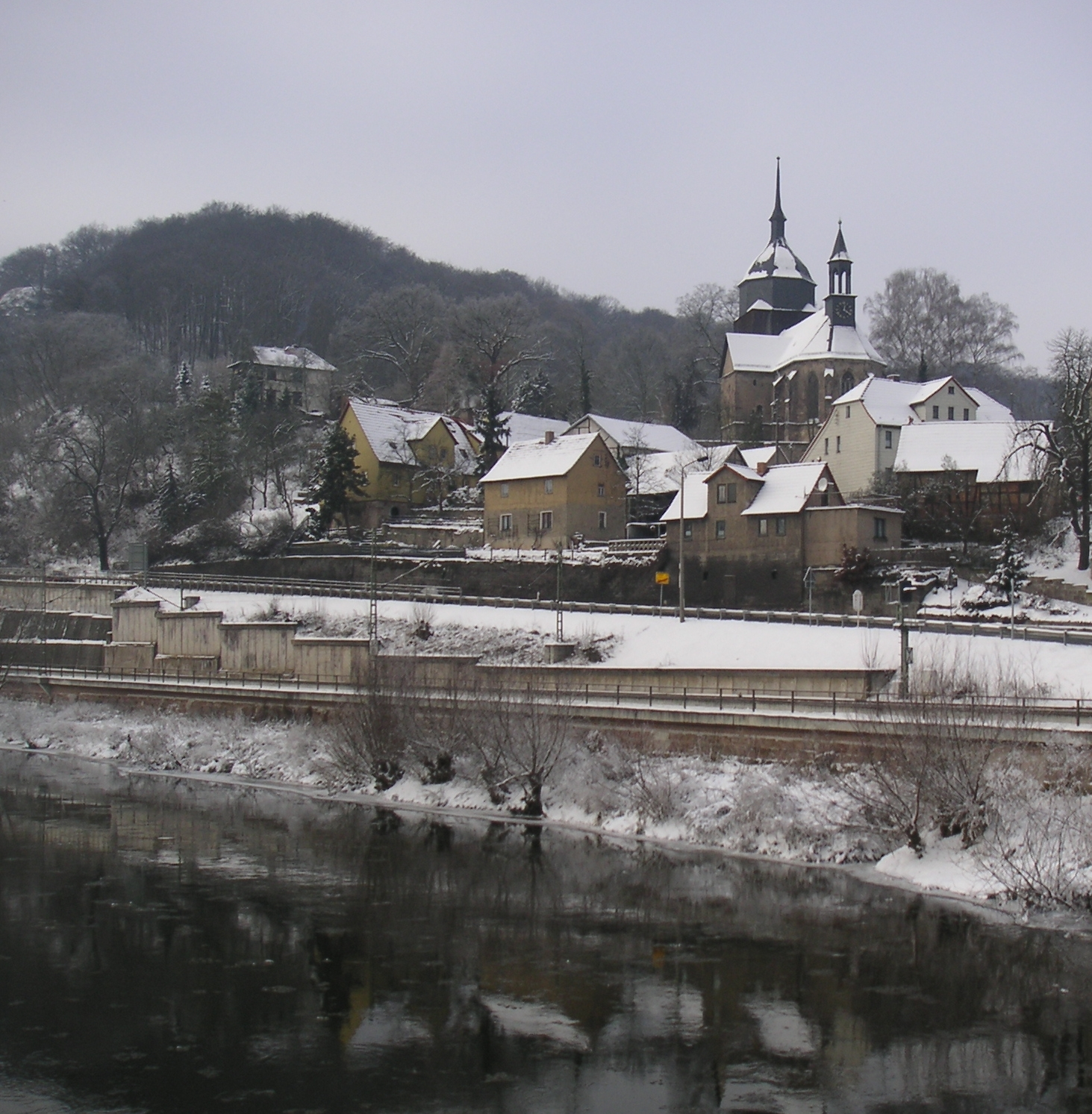
Rothenstein an der Saale

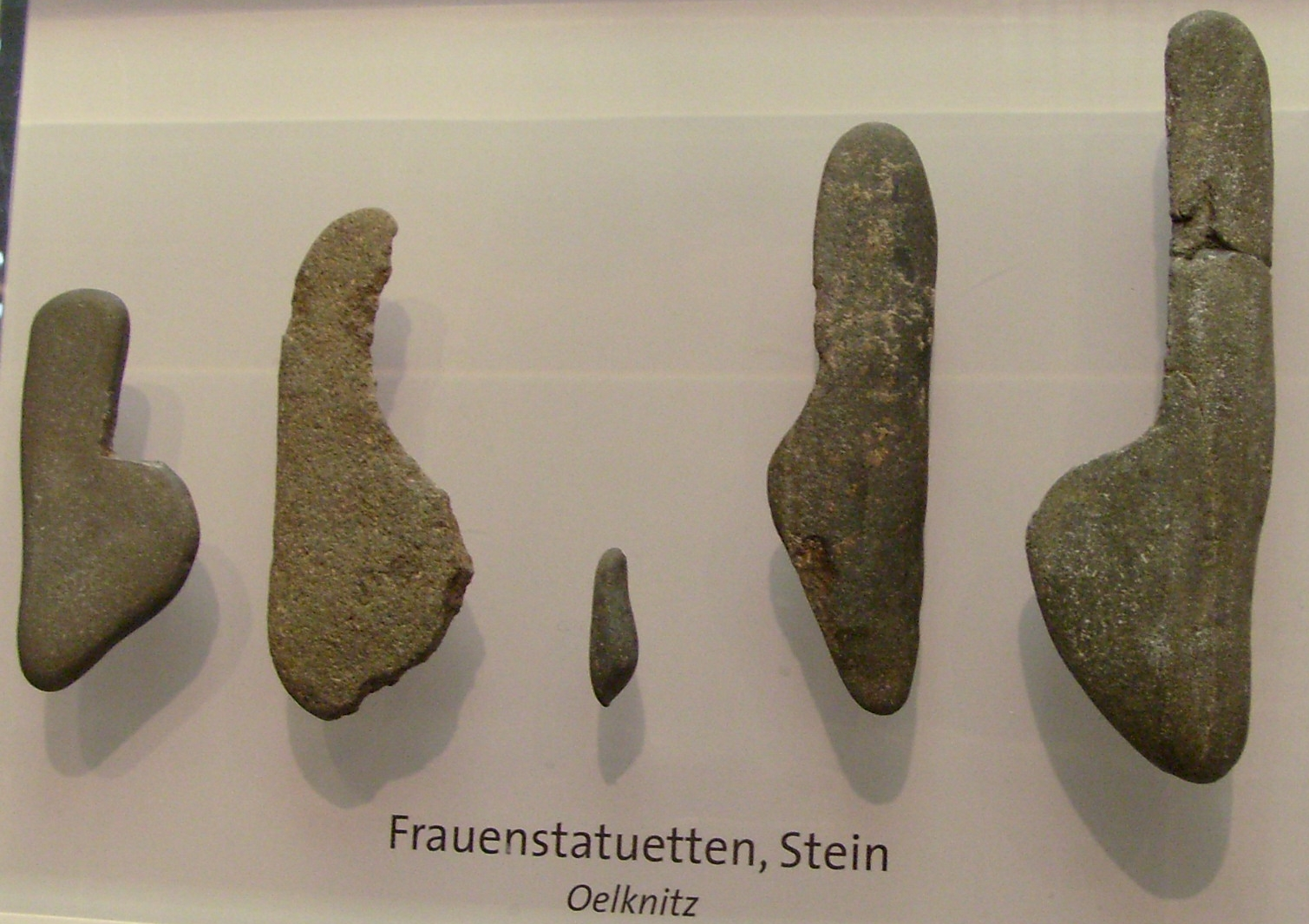
Frauenstatuetten aus Oelknitz im Museum für Ur- und Frühgeschichte Thüringens Weimar

Zu Beginn des 9. Jahrhunderts wird Rothenstein im Verzeichnis Breviarium Sancti Lulli der von Erzbischof Lullus († 786) von Mainz für das Kloster Hersfeld von Freien verliehenen Gütern erstmals urkundlich als Rodostein erwähnt. Das Kloster besaß hier 14 Hufen mit Slawen.
Eine spätere Urkunde des Klosters Fulda von 874 nennt die Siedlung Citem rotenstenni. Eine urkundliche Erwähnung findet der Ort Oelknitz als Oblocewicz erst im Jahre 1283, obwohl anzunehmen ist, dass die slawische Siedlung östlich der Saale bereits längere Zeit bestand.
Als frühe fränkische Siedlung gehörte Rothenstein zum Machtbereich der Kirchberger und später der Lobdeburger. Die geschlossene Herrschaft der Lobdeburger stand dem im 14. Jahrhundert fortschreitenden Ausbau der wettinischen Landesherrschaft im Wege. Durch Käufe und geschickte Heiratspolitik der Wettiner gelangte auch Rothenstein nach und nach in deren Besitz. Im Zuge des Verwaltungsaufbaus kam der Ort zum Amt Burgau (später Jena-Burgau). Ein erstes Einwohnerverzeichnis ist für den Zeitraum 1421–1425 überliefert. Oberhalb von Rothenstein lag auf dem Plateau des Kuhberges (Felsen) das heute wüste Dorf „Rothensteinchen“ (Wüstung Kleinrothenstein). Wann und wie dieses Dorf wüst geworden ist, ist noch nicht geklärt. Beschreibungen, dass dies erst im Sächsischen Bruderkrieg (1446–1451) wüst gefallen ist, treffen nicht zu. Die Einwohner siedelten sich in den umliegenden Orten, darunter sicher auch in Rothenstein an. Die Flur des ehemaligen Ortes fiel später an Rothenstein (urkundlich 1683). Wegen der häufigen Grenzstreitigkeiten tauschte 1478 Herzog Wilhelm III. von Sachsen (Thüringer Landgraf) seinen Anteil an der Stadt Freiberg mit seinen in der Mark Meißen regierenden Vettern gegen die Pflege Burgau, zu der auch Rothenstein gehörte.
Oelknitz wurde dem Amt Leuchtenburg unterstellt. Neben den Besitzungen des Amtes verfügten vom 13. bis zum 17. Jahrhundert in Oelknitz noch lokale Grundherren über eigene Besitzungen in und um Ölknitz. Erst 1659 fiel das Oelknitzer Gut mit allen Rechten an das Amt Leuchtenburg.

### Frühe Neuzeit
Während der Regierungszeit Wilhelms III., der sich um die Errichtung einer einheitlichen Rechtsordnung für Thüringen bemühte, wurde im Jahre 1480 erstmals das überkommene Rothensteiner Ortsrecht (Rothensteiner Dorfgewohnheit – 25 Artikel) aufgezeichnet und vom Amt Burgau bestätigt. Die Rothensteiner Dorfgewohnheit wurde vom Amt Jena-Burgau 1686 in neuer Fassung (31 Artikel) bestätigt und blieb in dieser Form bis zur Mitte des 19. Jahrhunderts gültiges Ortsrecht. 1851 wurde ein Ortsstatut nach der Gemeindeordnung von Sachsen-Weimar-Eisenach von 1850 eingeführt.
Im Jahre 1525 wurde vom Rothensteiner Dorfrichter Jacob Eylinger berichtet, der die Bauern der Nachbardörfer zum Widerstand gegen die herrschaftliche Abgabenordnung aufgerufen haben soll. Im Zuge der Reformation wurde ab 1529 die Kirche in Oelknitz Filialkirche der Rothensteiner Pfarrei.
Rothenstein war 1564 von Hexenverfolgung betroffen. Eine Frau geriet in einen Hexenprozess.
Bei einem Unwetter, das unter der Bezeichnung „Thüringer Sintflut“ in die Geschichte einging, entstand im Mai 1613 der Wasserriss der Rothensteiner Trebe.
Während des Dreißigjährigen Krieges wurde der Ort und die Kirche durch marodierende Heerscharen geplündert. Herzog Bernhard von Sachsen-Weimar, protestantischer Feldherr, schenkte bei seinem Durchzug im Jahre 1634 der beraubten Kirche einen vergoldeten Abendmahlskelch. Ein Bericht aus dem Jahre 1640 nennt in Rothenstein 74 Hofreiten, darunter 11 wüste Brandstätten und 12 wüste und leere Häuser.
Im Saaletal waren Reisende durch den die Saale verdrängenden Felsen gezwungen, bei Rothenstein und Oelknitz zweimal die Saale zu durchqueren. Durch die zunehmende Nutzung dieser Furten auf der Handelsstraße Nürnberg–Leipzig erhielten Rothenstein und Oelknitz wirtschaftlichen Auftrieb. Saalehochwasser und Unfälle zwangen die Reisenden zu Aufenthalten (Gedenkstein von 1582 an der Saalefurt). Die Gasthöfe „Goldenes Schwert“ (1674) und „Weißes Roß“ (1698) wurden errichtet und mit Privilegien zur Beherbergung und Beköstigung Reisender ausgestattet.
Holzwirtschaft und Flößerei gewannen an Bedeutung. Die Rothensteiner Dorfordnung von 1686 traf Festlegungen zum Holz-Geleit in Oelknitz. Im 18. Jahrhundert werden sechs Flößer in Oelknitz genannt. Der Oelknitzer Anger wurde ein wichtiger Umschlagplatz für Floßholz aus den östlichen Wäldern. Der Gasthof in Oelknitz wurde Treffpunkt der jährlichen Versammlung der Floßgesellschaft.
Um 1700 ließen Nürnberger Kaufleute eine erste Straße unterhalb des Felsens anlegen, die während der Regierungszeit des Großherzogs Karl August um 1800 weiter ausgebaut wurde.

### Ab 19. Jahrhundert

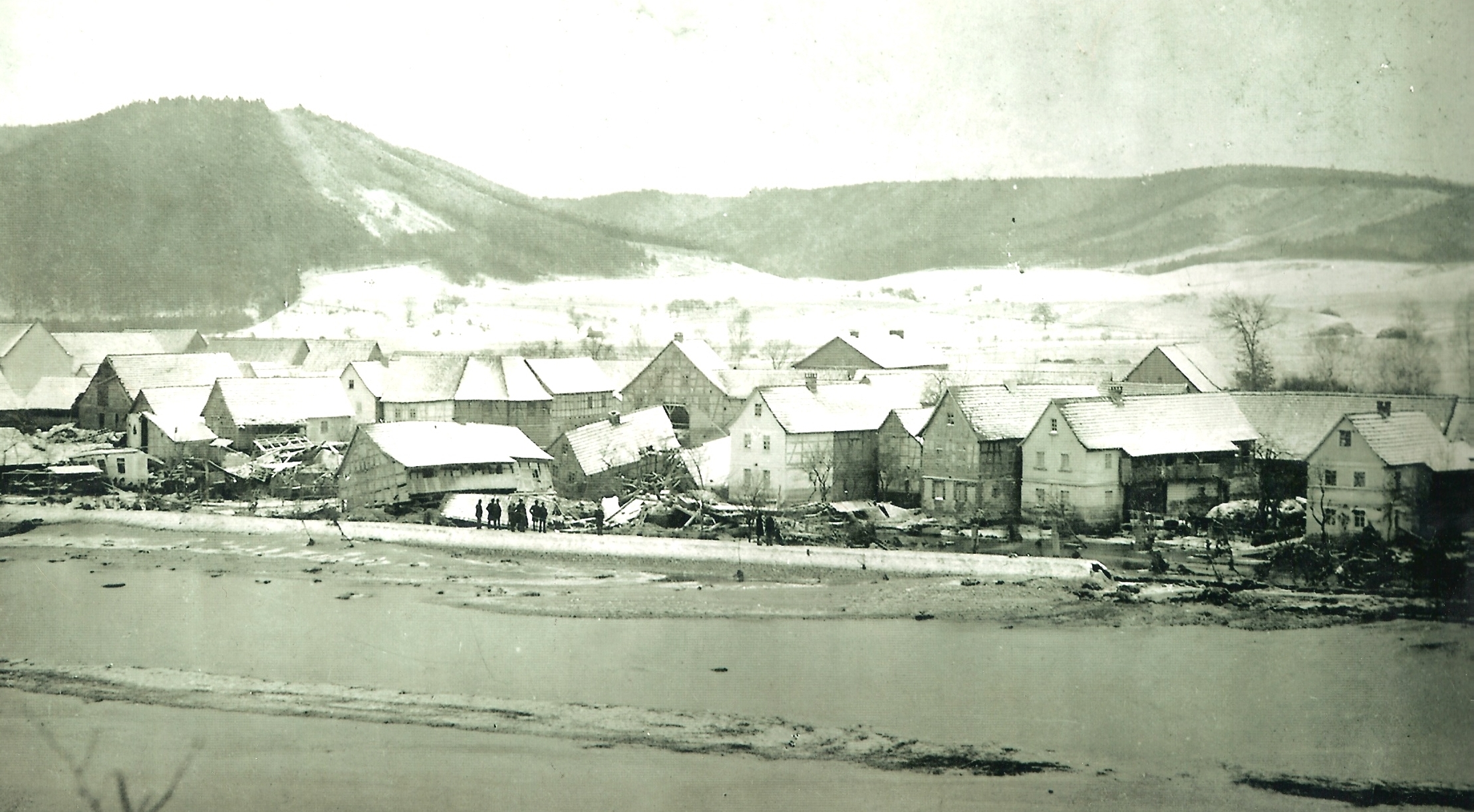
Das zerstörte Oelknitz nach dem Dammbruch beim Hochwasser im November 1890

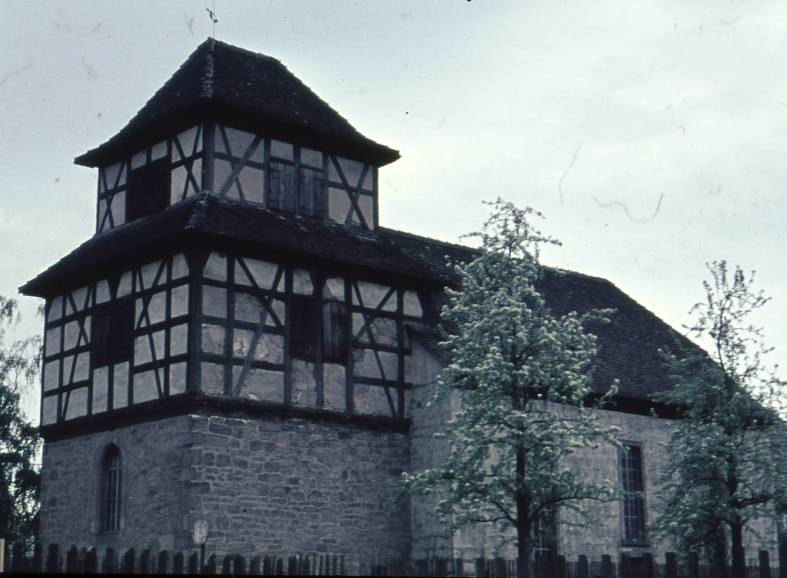
Kirche zu Ölknitz 1962

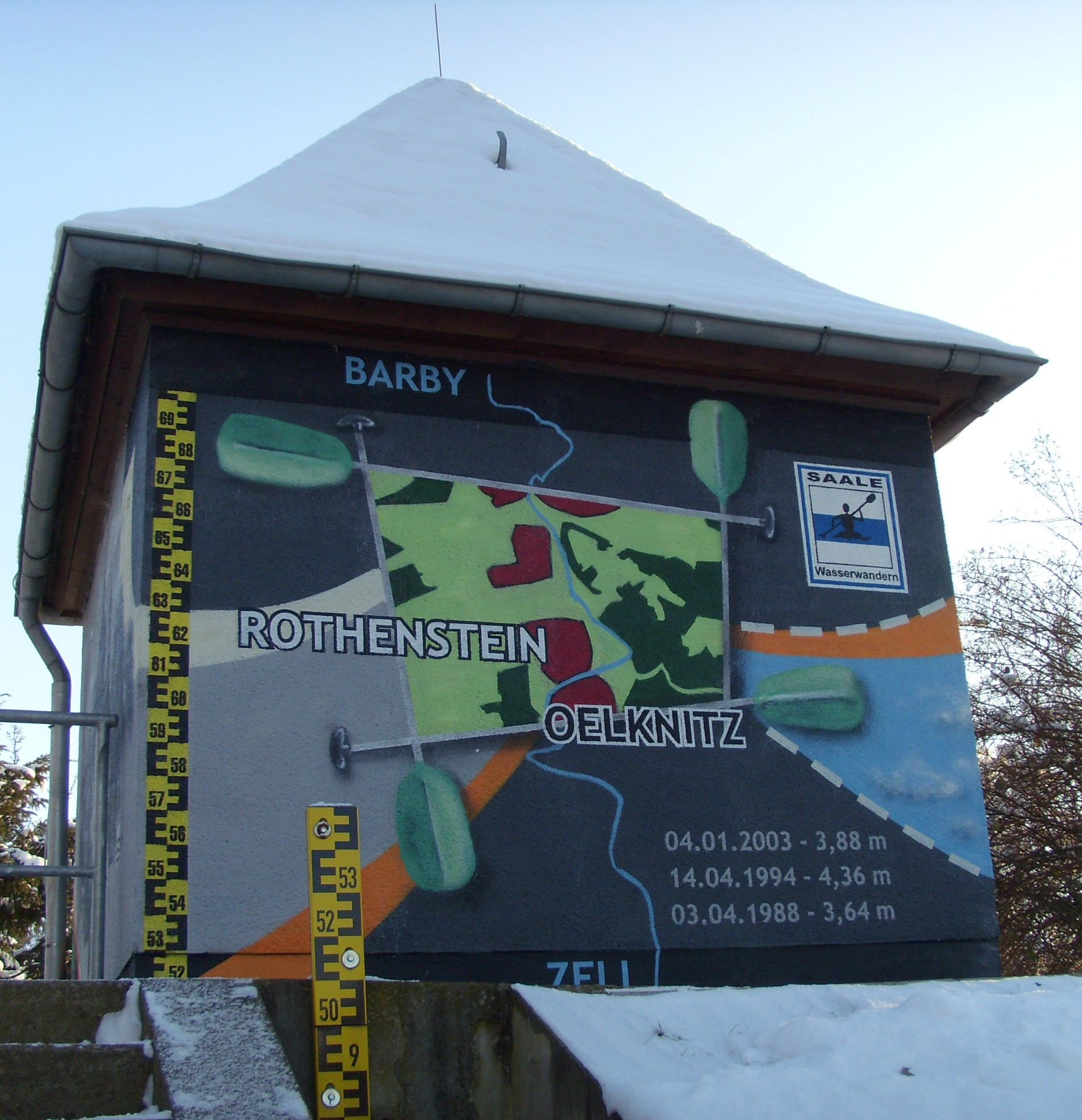
Das 1990 neu errichtete Pegelhaus bei Rothenstein an der Saale

Die Saale war Grenzlinie der Herzogtümer Sachsen-Altenburg und Sachsen-Weimar. 1838 wurde durch eine Aktiengesellschaft, der auch die Gemeinden Rothenstein und Oelknitz angehörten, die Finanzierung und der Bau einer hölzernen Hausbrücke begonnen. Diese Brücke wurde 1839 eingeweiht. Die Brücke wurde beim Hochwasser im November 1890 zerstört. Der Wasserstand der Saale wird seit 1884 am Pegel Rothenstein kontrolliert und seit 1991 elektronisch an die Thüringer Landesanstalt für Umwelt und Geologie gemeldet.
1871 bis 1874 wurde die Saalbahn Großheringen–Saalfeld der Saal-Eisenbahn-Gesellschaft gebaut, der erste Spatenstich der Strecke fand am 23. Oktober 1871 bei Rothenstein statt. Am 30. April 1874 wurde der Eröffnungszug am alten Bahnhof (2003 abgebrochen) feierlich empfangen.
Während des Zweiten Weltkrieges mussten Kriegsgefangene und Zwangsarbeiter aus Polen und anderen Ländern in den rüstungswichtigen Stollen unter dem Trompeterfelsen nahe dem Ort arbeiten. Der Optikkonzern Carl Zeiss hatte dort eine U-Verlagerung mit dem Codenamen Albit mit Fertigungsanlagen und Materiallager realisiert, weil es günstige Transportanschlüsse gab. Früher war hier Kaolin abgebaut worden. Auf dem Friedhof des Ortes befinden sich drei Gräber von Zwangsarbeitern, von denen einer im Februar 1945 erschossen wurde.
Die unterirdischen Fertigungsanlagen wurden von den Besatzungsmächten 1945 demontiert und abtransportiert. Danach nutzte die Rote Armee von 1945 bis 1950 die riesigen unterirdischen Räume als Lager für Waffen und Munition. Ab den 1970er Jahren wurde das Stollensystem durch die NVA als größtes militärisches Depot in Zentraleuropa genutzt und zu einem Bestandteil des Komplexlager 22, auch wegen der günstigen Autobahnanbindung. In den 1990er Jahren modernisierte die Bundeswehr das Stollensystem von 5.000 m Länge mit Klimaanlagen, eigenem Wasserwerk und Notstromanlagen. Im Jahre 2004 wurde die gesamte Liegenschaft an die terra space GmbH verkauft. In den folgenden Jahren entstand nach einem jahrelangen Bebauungsplanverfahren aus dem ehemaligen Militärgebiet ein Gewerbegebiet und auch die gewerbliche Nutzungs- und Baugenehmigung für das Sicherheitsdepot selbst wurde bei den zuständigen Behörden erwirkt. Die terra space GmbH hat in den Jahren 2009 bis 2013 Nutzungskonzepte für ein Hochsicherheits-Rechenzentrum und Wertdepot entwickelt. Seit Anfang 2013 wurden Investoren für die alternativen Betreibermodelle gesucht.
Im Juni 2015 hat die US-amerikanische Firma Vivos bekanntgegeben, den Komplex zu einem Luxus-Bunker – „Vivos Europa One“ genannt – umbauen zu wollen. In der gegen Atomschläge und radioaktiven Niederschlag besonders geschützten Anlage sollen 6000 Personen z. B. im Falle eines Atomkrieges in luxuriös ausgestatteten Unterkünften bis zu ein Jahr autark von der Außenwelt überleben können. Der Zugang zum Bunker soll nur aufgrund einer entsprechenden Einladung durch Vivos möglich sein.
2011 feierte Rothenstein 1225 Jahre urkundliche Ersterwähnung mit einer Festwoche und einem Festumzug. Aus diesem Anlass gab der Geschichts- und Heimatverein eine umfangreiche Chronik mit dem Titel „Von Rodostein nach Rothenstein“ heraus.
Seit 2011 wurde an der Einführung eines Gemeindewappens gearbeitet. Dieses wurde im Juni 2015 vorgestellt. Das neue Gemeindewappen wurde von Jens Hild entworfen und ist seit Juli 2015 anlässlich des 50. Jahrestages des Zusammenschlusses beider Ortsteile offiziell.
2021 erfolgte die Aufnahme der Gemeinde in das Programm zur Dorferneuerung und –entwicklung von 2022 bis 2026.
Am 12. März 2022 fand die Einholung der neuen Glocken für die Rothensteiner Kirche statt.

### Eingemeindungen
1965 wurden Rothenstein und Oelknitz zur neuen Gemeinde Rothenstein vereint.

## Bauwerke

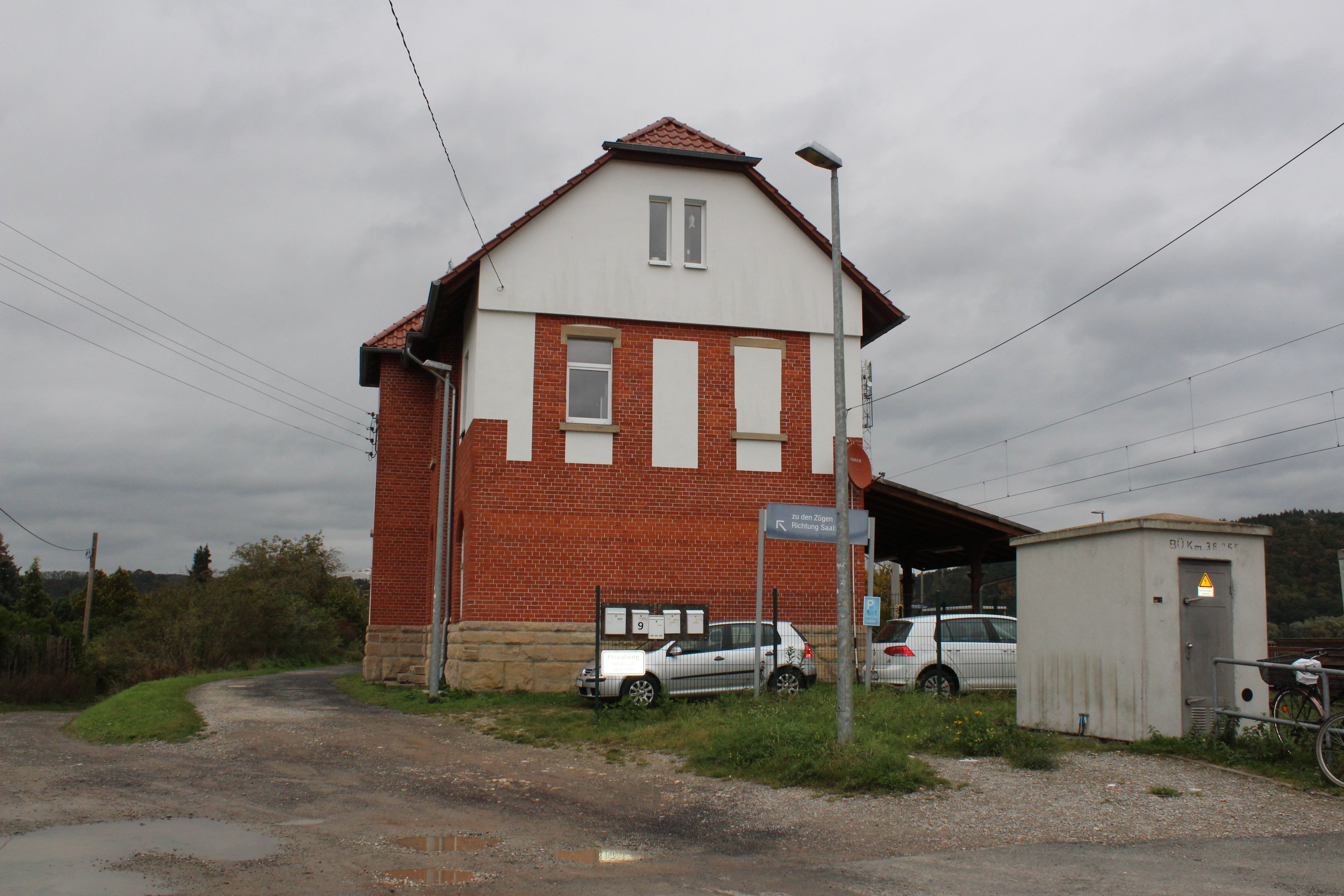
Haltepunkt Rothenstein (2017)

- Dorfkirche Rothenstein

## Verkehr
Rothenstein hat einen Haltepunkt an der Saalebahn, hier verkehrt im Stundentakt die RB 25 (Abellio Rail Mitteldeutschland) nach Halle oder Saalfeld/Saale sowie die RB 28 (Erfurter Bahn) im Zwei-Stunden-Takt nach Jena oder Pößneck.

## Vereine
- Anglerverein Oelknitz e. V.
- Anglerverein Rothenstein e. V.
- Kindergartenförderverein e. V.
- Schulförderverein Rothenstein e. V.
- SV08 Rothenstein e. V. (Fußball)
- Geschichts- und Heimatverein Rothenstein/Oelknitz e. V.
- Männerchor Rothenstein e. V.
- Interessengemeinschaft Rothensteiner Felsen e. V.
- Jugendclub Rothenstein e. V.
- Jagdgenossenschaft Rothenstein/Oelknitz
- Das DORF Rothenstein-Oelknitz e. V.

## Persönlichkeiten
- Johann Friedrich Vulpius (1644–1715), Pfarrer, Urgroßvater von Goethes Christiane[18][19]
- Gerhard Arlt (1910–1992), Maler, Graphiker, Heimatkundler, wohnte von 1945 bis 1992 in Rothenstein
- Erich Bromme (1906–1986), Historiker und Siedlungsgeograf, wohnte von 1908 bis 1934 in Oelknitz